# Reppe (fleuve)
Pour les articles homonymes, voir Reppe.
La Reppe est un fleuve côtier français qui coule dans le département du Var en région Provence-Alpes-Côte d'Azur et qui se jette dans la mer Méditerranée.

## Géographie
D'une longueur de 17,6 kilomètres, la Reppe prend sa source au puits de Massaquan, à 460 m d'altitude, sur la commune du Beausset.
À son embouchure, la Reppe matérialise la limite entre les communes de Sanary-sur-Mer et de Six-Fours-les-Plages.

### Communes traversées
La Reppe traverse les communes du Beausset, d'Évenos, d'Ollioules, de Sanary-sur-Mer et de Six-Fours-les-Plages.

## Affluents
Les principaux affluents de la Reppe se situent tous en rive gauche

### Rivières
D'amont en aval :
- la Darbousse ;
- la Capucine ;
- le Destel.

### Ruisseaux
D'amont en aval :
- ruisseau de la Bérenguière[4] ;
- ruisseau de Cimaï[4].